# Zamach bombowy na Piazza Fontana w Mediolanie
Zamach bombowy na Piazza Fontana w Mediolanie – zamach terrorystyczny dokonany przez Carlo Digilio i innego nieustalonego z nazwiska członka neofaszystowskiej organizacji Nowy Porządek. 12 grudnia 1969 roku o 16:37 w Państwowym Banku Rolnym (wł. Banca Nazionale dell'Agricoltura) na mediolańskim Piazza Fontana nastąpiła eksplozja bomby, w której zginęło 17 osób, a 88 zostało rannych. Zamach był jednym z licznych aktów terroru okresu lat ołowiu.
W 2001 roku za zamach na Piazza Fontana skazano 3 członków Nowego Porządku.